# Tetraglenes nimbae
Tetraglenes nimbae är en skalbaggsart som beskrevs av Pierre Lepesme och Stefan von Breuning 1952. Tetraglenes nimbae ingår i släktet Tetraglenes och familjen långhorningar. Inga underarter finns listade i Catalogue of Life.